# Oh Holy Fools: The Music of Son, Ambulance & Bright Eyes
Oh Holy Fools: The Music of Son, Ambulance & Bright Eyes è uno split-EP dei gruppi musicali statunitensi Son, Ambulance e Bright Eyes, pubblicato nel 2001.

## Tracce
1. Brown Park – 5:47 (Joe Knapp) – Son, Ambulance
2. Going for the Gold – 5:07 (Conor Oberst) – Bright Eyes
3. The Invention of Beauty – 3:32 (Joe Knapp) – Son, Ambulance
4. Oh, You Are the Roots That Sleep Beneath My Feet and Hold the Earth in Place – 3:10 (Conor Oberst) – Bright Eyes
5. On the Concourse – 5:33 (Joe Knapp) – Son, Ambulance
6. No Lies, Just Love – 5:58 (Conor Oberst) – Bright Eyes
7. Kaite Come True – 6:46 (Joe Knapp) – Son, Ambulance
8. Kathy with a K's Song – 4:39 (Conor Oberst) – Bright Eyes